# 6563 Steinheim
6563 Steinheim este un asteroid din centura principală de asteroizi.

## Descriere
6563 Steinheim este un asteroid din centura principală de asteroizi. A fost descoperit pe 11 decembrie 1991 la Tautenburg de Freimut Börngen. El prezintă o orbită caracterizată de o semiaxă mare de 2,30 ua, o excentricitate de 0,07 și o înclinație de 5,9° în raport cu ecliptica.